# Lepuropetalon
Lepuropetalon, monotipski biljni rod iz porodice Celastraceae.
Jedina vrsta je Lepuropetalon spathulatum jedna je od najmanjih kopnenih angiospermi na svijetu. Ova sićušna biljka ima neobičnu rasprostranjenost koja uključuje jugoistočni dio Sjedinjenih Država, istočni Meksiko, središnji Čile i Urugvaj. Ima ga više u zapadnom dijelu svog areala i smatra se rijetkim na Floridi i u Karolini. Kombinacija nanizma (patuljasti rast), vrlo male veličine i efemerizma, kao zimske jednogodišnje biljke, razlozi su zašto se ova vrsta često zanemaruje. Nalazi se u raznim prirodnim područjima, ali i u područjima s malom konkurencijom kao što su travnjaci, rubovi cesta i groblja.
Lepuropetalon spathulatum ima široku antitropsku rasprostranjenost koja se pojavljuje odvojeno u Sjevernoj i Južnoj Americi, ali nije zabilježeno u tropskim regijama između. Javlja se u Sjedinjenim Državama od Sjeverne Karoline južno do Floride i zapadno do Oklahome i Teksasa, južno kroz sjeveroistočni Meksiko te u Čileu i Urugvaju (Alvarez et al. 2013). Iako se pripisuje Meksiku, nije uključena u kontrolni popis vaskularnih biljaka (Villaseñor 2016). Opseg rasprostranjenosti procijenjen je pomoću GeoCAT-a korištenjem podataka opažanja na temelju pojava i fotografija (GBIF 2022, iNaturalist 2022, NatureServe 2022, SEINet 2022, Bachman et al. 2011).

## Sinonimi
- Cryptopetalum Hook. & Arn.; Hook. Bot. Misc. 3: 344 (1833)
- Cryptopetalum pusillum Hook. & Arn.; Hook. Bot. Misc. 3: 345 (1833)
- Lepuropetalon pusillum Gay; Fl. Chil. (Gay) 3: 42 (1848)
- Pyxidanthera spathulata Muhl.; Cat. 25 (1813)